# Мушкетовское кладбище
Мушкетовское кладбище — кладбище в Калининском районе Донецка по проспекту Павших Коммунаров. Географические координаты: 47°59′21″ с. ш. 37°52′11″ в. д.. Площадь — 50,7 Га.
Открыто в 1929 году. Названо по имени железнодорожной станции и пристанционного посёлка, основанных в конце XIX века неподалёку от Юзовки и носящих имя выдающегося российского геолога и путешественника Мушкетова И. В.

На вновь открытое кладбище были перенесены более ранние могилы с ликвидированных кладбищ Сталино (Юзовки)..
Во время оккупации Донецка шурф шахты № 4-4 бис стал местом казни и братской могилой. Из 360 метров глубины ствола шахты 305 метров были завалены трупами десятков тысяч человек. После освобождения города останки 52 человек были похоронеены на Мушкетовском кладбище в Мемориальной братской могиле.
Охотники за металлом в 2002 году разграбили 76 памятников на кладбище, среди которых памятники профессора Богославского и поэта Летюка.
26 июня 2007 года на кладбище заложили место для строительства поминальной часовни в честь Всех святых и Поклонного Креста.. Однако, в ходе строительства было принято решение построить не часовню, а храм. 8 августа 2010 храм Всех Святых и Поклонный Крест в память о погибших воинах были освящены.
На кладбище ходят графиковые маршруты пассажирского транспорта Донецка: № 28 АС «Крытый рынок — Мушкетовское кладбище — АС Будённовская», № 74-б «АС Центр — Горсвет — Щетинина». В Фомино воскресенье по распоряжению донецкого городского совета вводятся дополнительные маршруты пассажирского транспорта Донецка: «АС Крытый рынок — Мушкетовское кладбище», «АС Центр — Горсвет — Мушкетовское кладбище», «ул. Щетинина — Заперевальная — Мушкетовское кладбище», «ул. М. Ульяновой — Мушкетовское кладбище».
Официально кладбище объявлено закрытым для новых захоронений. Делаются исключения только для подзахоронений и ранее зарезервированных участков.
На кладбище находится надгробный памятник работы Н.А. Гинзбурга, который работники музея еврейского наследия Донбасса считают первым в Донецке памятником жертвам Холокоста.
Кладбище находится в коммунальной собственности. ООО «Ритуальные услуги» арендовало обслуживание кладбища на 49 лет. Существуют подробные списки и фото захоронений Старо еврейского и Ново еврейских секторов.

## Известные личности, похороненные на кладбище
- Байдебура, Павел Андреевич (1901—1985) — писатель, председатель правления Донецкой организации союза писателей Украины.
- Бобров, Иван Владимирович (1904—1967) — выдающийся учёный, горный инженер, доктор технических наук, профессор, один из основоположников теории и практики борьбы с внезапными выбросами угля и газа в шахтах, Заслуженный деятель науки и техники УССР, директор МакНИИ в 1951—1966 гг.
- Богославский, Владимир Матвеевич (1888—1953) — хирург, профессор[11]
- Васильев, Михаил Александрович (1921—1987) — директор Донецкого академического театра оперы и балета
- Гинзбург, Наум Абрамович (1909—1991) — скульптор.
- Корнилов, Дмитрий Владимирович (1962—2002) — журналист[12]
- Летюк, Евген Николаевич (1929—1976) — советский украинский поэт
- Литвиненко, Леонил Михайлович (1921—1983) — советский химик-органик, академик АН УССР.
- Мартынов Анатолий Николаевич (1928—2001) — писатель, журналист, драматург, общественный деятель, краевед Донбасса.
- Овнатанян, Каро Томасович (1902—1970) — известный хирург, профессор.
- Поперека, Михаил Степанович (1910—1982) — генерал-лейтенант внутренней охраны, многолетний начальник УВД Донецкой области, пятикратный кавалер Ордена Красного Знамени.
- Сафонов, Владимир Александрович (1950—1992) — советский футболист, Мастер спорта СССР[13]

Герои Советского Союза:
- Гаркуша, Кузьма Дмитриевич (1917—1983) — майор, лётчик-истребитель.
- Заикин, Сергей Яковлевич (1914—1984) — старший лейтенант, лётчик-штурмовик.
- Харитонов, Петр Тимофеевич (1916—1987) — полковник, лётчик-истребитель.

Герои Социалистического Труда:
- Аристов, Михаил Константинович (1915—1972) — почётный гражданин города Славянска
- Бардагов, Георгий Тимофеевич (1905—1982) — управляющий треста «Огнеупорнеруд» МЧМ УССР
- Болоцкий, Дмитрий Алексеевич (1927—1984)
- Млодецкий, Константин Станиславович (1907—1968) — горный инженер, начальник шахты № 5-бис «Трудовская» треста «Сталинуголь».
- Потапов Александр Яковлевич (1911—1984) — начальник комбината «Артемуголь».
- Прокопьев, Дмитрий Степанович (1907—1975)

 Советские военные: 
- Вовк, Сергей Иванович (1963—1983) — рядовой, кавалер ордена Красной Звезды, погиб в Афганистане.
- Гуделенко, Дмитрий Леонидович (1963—1984) — младший сержант, погиб в Афганистане[14].
- Голобородько, Олег Евгеньевич (1964—1984) — рядовой, кавалер ордена Красной Звезды, погиб в Афганистане.
- Довгуля, Валентин Николаевич (1962—1986) — лейтенант, командир группы спецназа, кавалер ордена Красного Знамени, погиб в Афганистане[15].
- Киреев, Валентин Игоревич (1947—1987) — подполковник, двукратный кавалер ордена Красной Звезды, погиб в Афганистане.[16]
- Кулешов, Сергей Григорьевич (1965—1984) — гвардии рядовой, кавалер ордена Красной Звезды, погиб в Афганистане[17].
- Пластовец, Александр Алексеевич (1960—1984) — лейтенант, кавалер орденов Красного Знамени и Красной Звезды, погиб в Афганистане[18].
- Ремесник, Александр Викторович (1959—1980) — младший сержант, кавалер ордена Красной Звезды, погиб в Афганистане.
- Романов, Игорь Анатольевич (1963—1983) — сержант, кавалер ордена Красной Звезды, погиб в Афганистане[19].
- Остапенко, Виталий Григорьевич (1930—1969) — гвардии майор, кавалер ордена Красной Звезды и ордена «Звезда Чести» (ОАР), погиб в Египте.